# 莱纳·弗勒泽
莱纳·弗勒泽 （德語：Rainer Froese，1950年8月25日—），出生于东德维斯马镇，是一个在基尔基尔亥姆霍兹海洋研究中心工作的资深科学家。以开发和维护世界鱼类数据库而闻名。